# Albrecht Roeseler
Albrecht Roeseler (* 29. Januar 1930 in Berlin; † 6. August 1994 in Haar (bei München)) war ein deutscher Geiger, Musikwissenschaftler und Journalist. Von 1973 bis 1993 war er Feuilletonchef der Süddeutschen Zeitung.

## Leben
Albrecht Roeseler wurde 1930 als Sohn des Verlagsdirektors Johannes Roeseler und dessen Frau Katharina, geb. Storbeck, in Berlin geboren. Er besuchte zunächst die Dreilinden-Oberschule in Berlin-Nikolassee und von 1943 bis zum Abitur 1948 das Landerziehungsheim Hermann-Lietz-Schule auf Schloss Bieberstein bei Fulda.
Von 1948 bis 1950 studierte er Violine bei Max Strub und Theorie bei Wilhelm Maler und Johannes Driessler an der Nordwestdeutschen Musikakademie Detmold. 1950 legte er die Staatliche Musiklehrerprüfung im Fach Violine ab. Von 1950 bis 1956 studierte er Musikwissenschaft und Englisch an der FU Berlin und mithilfe eines Fulbright-Stipendiums an der Indiana University Bloomington. In Indiana gehörten Willi Apel und Paul Nettl zu seinen Lehrern. In den 1950er Jahren war er außerdem Geiger im Berliner Symphonischen Orchester in Berlin (West) und im Indiana University Philharmonic Orchestra sowie im Aspen Festival Orchestra. 1952/53 unterrichtete er zudem am Konservatorium John Petersen in Berlin-Zehlendorf. 1957 wurde er bei Adam Adrio an der Philosophischen Fakultät der FU Berlin mit der Dissertation Studien zum Instrumentarium in den Vokalwerken von Heinrich Schütz. Die obligaten Instrumente in den Psalmen Davids und in den Symphoniae Sacrae I zum Dr. phil. promoviert.
Roeseler arbeitete danach zunächst als Lektor in Verlagen, zuletzt im Piper Verlag. Von 1973 bis 1993 war er Leiter des Feuilletons der Süddeutschen Zeitung in München.

## Schriften (Auswahl)
- Mit Wolf Loeckle (Hrsg.): Musikhochschulen in Deutschland – wie gut sind sie?. ConBrio-Verlags-Gesellschaft, Regensburg 1994, ISBN 3-930079-46-1.
- Mit Wolf Loeckle (Hrsg.): Franz Schubert – heute?. ConBrio-Verlags-Gesellschaft, Regensburg 1994, ISBN 3-930079-47-X.
- (Hg.): Eine kleine Lachmusik. [Musikeranekdoten aus unserer Zeit]. Mit 6 Linolschnitten von Eduard Prüssen. 6. Auflage, Neuausgabe, Piper, München u. a. 1990, ISBN 3-492-10939-X (Erstausgabe 1971).
- Grosse Geiger unseres Jahrhunderts. Von Norbert Hornig durchgesehene und erweiterte Taschenbuchausgabe, Piper, München u. a. 1996, ISBN 978-3-492-22375-1 (Erstausgabe 1987).